# Zhang Han (Dinastia Qin)
En aquest nom xinès, el cognom és Zhang.
Zhang Han (mort el 205 aEC) va ser un general militar de la Dinastia Qin. Quan els sollevaments esclataren per tota la Xina durant el regnat de Qin Er Shi, Zhang va dirigir els exèrcits de Qin i va sufocar amb èxit diverses d'aquestes forces rebels. En el 207 aEC, Zhang va ser derrotat per Xiang Yu de Chu a la batalla de Julu i es va rendir juntament amb la seva tropa de 200.000 homes. Xiang va dividir el caigut Imperi Qin en Divuit Regnes, i llavors li va concedir el títol de "Rei de Yong" (雍王) a Zhang, i també li va donar part de les terres de Guanzhong per tenir-les com el seu feu. El territori de Zhang va ser conquerit per Liu Bang en el 205 aEC, i ell es va suïcidar un any més tard.
En el 209 aC, l'exèrcit rebel dirigit per Zhou Wen va ser el primer a arribar a la ciutat capital de Xianyang. Qin Er Shi n'estava estupefacte i va discutir amb els seus súbdits sobre la forma de contrarestar als rebels. Zhang va suggerir a l'emperador de concedir l'amnistia a alguns dels convictes servint com a peons al mausoleu de Qin Shi Huang, i organitzar-los en un exèrcit imperial per fer front als rebels. L'emperador va aprovar la proposta de Zhang i el va posar a càrrec de l'exèrcit per reprimir les forces rebels. Zhang va eixir victoriós contra Zhou Wen, derrotant i expulsant a Zhou de Guanzhong. L'emperador llavors va encarregar a Sima Xin i Dong Yi de servir com a segons de Zhang.
La força militar de Zhang va continuar avançant cap a l'est i va destruir l'exèrcit sollevat de Chen Sheng. Zhang llavors va dirigir els seus homes per atacar als rebels de Wei, sorgint victoriós contra Wei i els reforços enemics de Qi. Els exèrcits de Zhang marxaren a atacar a Tian Rong de Qi, però Xiang Liang de Chu vingué en l'ajuda de Qi i va derrotar Zhang. Zhang obtindria una altra victòria en la batalla de Dingtao contra les forces de Chu, matant a Xiang Liang en la batalla.
En el 207 aEC, Zhang va atacar i assetjar a l'exèrcit de Zhao a Julu i Zhao Xie va demanar ajuda del Rei Huai II de Chu. El rei va enviar a Xiang Yu per aixecar el setge i l'exèrcit de Xiang va derrotar a la força invasora de Zhang a la batalla de Julu, tot i ser en gran manera superat en nombre de soldats. Zhang va enviar a Sima Xin a sol·licitar reforços de Xianyang, però Zhao Gao va engalipar i confondre a Qin Er Shi sent així que l'emperador va refusar enviar ajuda. Sima va escapar dels assassins de Zhao durant el seu viatge de tornada i va informar a Zhang que el poder de l'estat de Qin havia caigut en mans de Zhao. Zhang ponderà sobre la seva situació i es va adonar que ell no sobreviuria encara que aconseguira la victòria sobre Xiang Yu, ja que Zhao segurament el faria matar amb falses acusacions de traïció. Aleshores, Zhang i la seva tropa de 200.000 homes es van rendir a Xiang Yu i aquest últim li va conferir a Zhang el títol de "Rei de Yong" (雍王).
Després de la caiguda de la Dinastia Qin en el 206 aEC, Xiang va dividir l'antic Imperi Qin en els Divuit Regnes, a Zhang i als seus dos segons se'ls va concedir una part a cadascú de la regió de Guanzhong, per situar els seus feus. Els tres regnes foren coneguts com els Tres Qins perquè ocupaven les terres de l'antic Estat de Qin. Més tard eixe any, les forces de Liu Bang (Rei de l'Estat de Han) van envair Guanzhong i van capturar el territori de Zhang en un atac sorpresa. Zhang es va retirar a Feiqiu (en l'actualitat Xingping, Shaanxi) i va romandre allí. Un any més tard, el 205 aC, l'exèrcit Han va inundar de soldats Feiqiu i Zhang es va suïcidar després de la seva derrota.